# De Cock en de eenzame dood
De Cock en de eenzame dood is het negenentachtigste deel van de Nederlandse detectiveserie De Cock.

## Hoofdrolspelers
- Het recherchetrio Jurre de Cock, Dick Vledder en Appie Keizer, nog met belangstelling gevolgd door ex-stagiaire Lotty
- Corneel Buitendam, commissaris bureau Warmoesstraat
- Henny Rietschoten, aardappelhandelaar. Ze bezit een flink stuk van de Lindengracht en staat met haar 71 jaar nog elke zaterdag op de markt. Ze heeft haar zoon Anton(Tonnie) als ongehuwde moeder opgevoed.
- Haar nicht Coby Brasser. Tot de dood van haar man Jaap een half jaar terug hielp ze elke zaterdag op de markt. Ze stopte abrupt. Ze heeft een zoon Remco, die zonet na 1 jaar uit de gevangenis is ontslagen.
- Dennis Blok. Sportschoolhouder aan de Lindengracht, huurder en bijna buurman van Henny. Zijn huurcontract loopt binnenkort af.

## Titel
De achtste aflevering van de televisieserie Baantjer van het derde seizoen droeg een gelijknamige titel. (zie lijst van afleveringen) De inhoud van die aflevering en dit boek hebben slechts de titel gemeen, de inhoud is volkomen anders.

## Plot
De allenstaande Hennie wordt thuis door haar zoon in bed gevonden ongeveer 1 dag nadat ze door verstikking om het leven is gebracht. De Cock heeft dit keer te veel motieven en heel veel mogelijke daders. Commissaris Buitendam zeurt aan zijn hoofd dat hij nodig zijn vakantie van het voorafgaande jaar moet opnemen. Zelfs de gouden tip van  Lowietje over zijn zwager die hem blijft bellen inzake een investering in Spanje, daalt niet in. Hoewel de hele zaak als een routineklus werd opgepakt, falen de hersens van de grijze speurder. Hij bericht aan Buitendam dat hij zijn vakantie gaat opnemen en dat hij deze zaak niet tot een oplossing kan brengen. Hij zal een overeenkomstig eindrapport opmaken.
Een zelfmoordpoging van Coby brengt echter een nieuw spoor: De sleutel van een vakantiehuisje van Coby en haar overleden Jaap aan het strand van Zandvoort. Uit gevonden documenten aldaar blijkt dat marktmeester Jaap de gemeente Amsterdam 40.000 euro moest betalen om strafvervolging te ontlopen. Hij had dat geld niet en pleegde vervolgens zelfmoord. Coby en Remco bekennen allebei de moord op Hennie maar alleen Remco geeft blijk van daderkennis. En zo komt er alsnog een slotbijeenkomst bij De Cock thuis waar de vele losse eindjes met moeite aan elkaar worden geknoopt,